# アンディ・アンダーソン (野球審判員)
ルイス・エドウィン・アンダーソン（1925年8月18日 – 1994年10月15日）は、アメリカ合衆国の野球審判員。
ナショナルリーグにおいて、1978年に2試合、1979年に17試合、それぞれ審判員を務めた。